# Ievgueni Popov
Ievgueni Sergueïevitch Popov (en russe : Евгений Сергеевич Попов), né le 25 avril 1976 à Krasnoïarsk, est un bobeur russe.

## Palmarès

### Coupe du monde
- 1 globe de cristal : 
  - Vainqueur du classement bob à 4 en 2007.
- 10 podiums  : 
  - en bob à 4 : 3 victoires, 3 deuxièmes places et 3 troisièmes places.
- 1 podium en équipe mixte : 1 deuxième place.

#### Détails des victoires en Coupe du monde
| Édition   | Bob à 2 | Bob à 4                          |
| 2006-2007 |         | Park City Lake Placid Winterberg |